# رفیع حالتی
رفیع حالتی (۱۲۷۸ – ۱۳۶۰) بازیگر و کارگردان ایرانی بود.

## زندگی
رفیع حالتی متولد ۱۲۷۸ تهران، فارغ‌التحصیل از مدرسه سن لوئی تهران و نقاشی از مدرسه عالی صنایع مستظرفه است. وی فعالیت هنری را سال ۱۲۸۸ با بازی در نمایش «رستاخیز سلاطین» آغاز کرد و سینمای حرفه ای را سال ۱۳۳۴ به عنوان بازیگر فیلم برای تو به کارگردانی صادق بهرامی و جمشید شیبانی تجربه کرد. از دیگر فعالیت‌های او می‌توان به تدریس نقاشی و ترجمه و نویسندگی اشاره کرد. رفیع حالتی سال ۱۳۶۰ در تهران دار فانی را وداع گفت.

## فیلم‌شناسی
| سال  | نام فیلم              | کارگردان                    |
| ---- | --------------------- | --------------------------- |
| ۱۳۵۷ | امشب اشکی می‌ریزد      | منوچهر مصیری                |
| ۱۳۵۷ | دایره مینا            | داریوش مهرجویی              |
| ۱۳۵۶ | فری دست‌قشنگ           | مهدی فخیم‌زاده               |
| ۱۳۵۵ | بی گناه               | مرتضی عقیلی                 |
| ۱۳۵۵ | غیرت                  | مهدی رئیس‌فیروز              |
| ۱۳۵۴ | خانه خراب             | نصرت‌ کریمی                  |
| ۱۳۵۴ | فراشباشی              | ایرج صادق‌پور                |
| ۱۳۵۳ | مرد شب                | اسماعیل پورسعید             |
| ۱۳۵۰ | الکلی                 | محمدعلی جعفری               |
| ۱۳۵۰ | کلبه ای آنسوی رودخانه | احمد شیرازی                 |
| ۱۳۵۰ | محلل                  | نصرت‌ کریمی                  |
| ۱۳۵۰ | مرد هزار لبخند        | سیامک یاسمی                 |
| ۱۳۵۰ | معرکه                 | روبیک زادوریان              |
| ۱۳۴۹ | رقاصه شهر             | شاپور قریب                  |
| ۱۳۴۹ | قوز بالا قوز          | مهدی امیرقاسم‌خانی           |
| ۱۳۴۹ | لیلی و مجنون          | سیامک یاسمی                 |
| ۱۳۴۷ | بر آسمان نوشته        | سیامک یاسمی                 |
| ۱۳۴۷ | بسترهای جداگانه       | ایرج قادری                  |
| ۱۳۴۶ | دالاهو                | سیامک یاسمی                 |
| ۱۳۴۶ | دختر طلا              | سردار ساگر                  |
| ۱۳۴۶ | زیر گنبد کبود         | مهدی رئیس‌فیروز              |
| ۱۳۴۶ | سوغات فرنگ            | حسین مدنی                   |
| ۱۳۴۶ | طوفان نوح             | سیامک یاسمی                 |
| ۱۳۴۶ | قهرمان شهر ما         | رضا فاضلی                   |
| ۱۳۴۶ | میلیونرهای گرسنه      | اسماعیل ریاحی               |
| ۱۳۴۶ | هفت شهر عشق           | حمید مجتهدی                 |
| ۱۳۴۵ | شمسی پهلوان           | سیامک یاسمی                 |
| ۱۳۴۵ | کلید بهشت             | حسین مدنی                   |
| ۱۳۴۵ | مرد نامرئی            |                             |
| ۱۳۴۵ | مومیایی               | حمید مجتهدی                 |
| ۱۳۴۴ | گنج قارون             | سیامک یاسمی                 |
| ۱۳۴۶ | دروازه تقدیر          | حمید مجتهدی                 |
| ۱۳۴۳ | مسیر رودخانه          | صابر رهبر                   |
| ۱۳۴۳ | آقای قرن بیستم        | سیامک یاسمی                 |
| ۱۳۴۱ | لاله آتشین            | محمود نوذری، هوشنگ لطیف پور |
| ۱۳۴۰ | پستچی                 | رفیع حالتی                  |
| ۱۳۴۰ | گرگ صحرا              | اسماعیل پورسعید             |
| ۱۳۴۰ | عشق بزرگ              | محمدعلی جعفری               |
| ۱۳۴۰ | آهنگ دهکده            | مجید محسنی                  |
| ۱۳۳۹ | ستارگان می‌درخشند      | محمدعلی زرندی               |
| ۱۳۳۹ | عروسک پشت پرده        | مجید محسنی                  |
| ۱۳۳۴ | برای تو               | صادق بهرامی جمشید شیبانی    |